# Fly Fast
Fly Fast Concepts (englisch) ist eine Musik- und Filmproduktionsfirma für asiatische Künstler mit Sitz in Berlin. Sie wurde von den Beijing-Bubbles-Machern George Lindt und Susanne Messmer gegründet. Fly Fast Concepts fördert vor allem für junge Musiker, Filmregisseure und Schriftsteller mit dem Label Fly Fast Records. Außerdem verlegen sie Musik, Bücher und Filme. Weiterhin sind sie als Eventagentur und Organisatoren für Tourneen und Festivals und Marketingagentur für asiatische Themen tätig.

## Abteilungen
Fly Fast Records
Fly Fast Records ist das Plattenlabel der Fly Fast Concepts. Bei dem Label stehen Carsick Cars, Joyside, Shazi und The Hanggai Band unter Vertrag.
Fly Fast Movies
Fly Fast Movies arbeitet hauptsächlich an asiatischen Arthouse-Kino und Filmen über Asien. Bisher wurde ein Film produziert, und zwar der Dokumentarfilm „Beijing Bubbles“. Derzeit wird an DVDs gearbeitet.
Fly Fast Texts
Fly Fast Texts unterhält Autoren, Verleger, Agenten im Buchbereich. Außerdem organisieren sie Literaturfestivals und produzieren Bücher und Broschüren. Es schreiben unter anderem Susanne Messmer, Xue Xinran und Liao Yiwu.

## Veröffentlichungen (Auswahl)
- 2007: Joyside – Booze at Neptune’s Dawn (Album)
- 2007: Various Artists – Poptastic Conversation Japan (Doppel-CD)
- 2008: Shazi – The World Has Become A Fairytale (Album)
- 2008: Various Artists – Shabbat Night Fever (Buch/CD)
- 2008: Various Artists – Poptastic Conversation China (Buch/Doppel-CD)
- 2008: Beijing Bubbles – Punk and Rock in China’s Capital (Dokumentarfilm, Doppel-DVD, Buch)
- 2008: Susanne Messmer – Peking – Ein literarischer Reisebegleiter (in Kooperation mit dem Insel Verlag)
- 2009: Schmetterlinge auf der Windschutzscheibe (Hörbuch)
- 2009: Susanne Messmer – Chinageschichten (Buch)
- 2009: Joyside – Maybe Tomorrow (Album)
- 2009: Carsick Cars – You Can Listen, You Can Talk (Album)
- 2012: Liao Yiwu – Erinnerung, bleib/Memory, Remains (Buch/CD/DVD)
- 2013: Yangon Calling - Musik, Subkultur und Politik in Myanmar – Yangon Calling/german/english (Buch/DVD)